# Bisdom Ahmedabad
Het bisdom Ahmedabad (Latijn: Dioecesis Ahmedabadensis) is een rooms-katholiek bisdom met als zetel Ahmedabad, in India. Het bisdom is suffragaan aan het aartsbisdom Gandhinagar. 

## Geschiedenis
Het bisdom werd opgericht in 1934, als de missio sui iuris Ahmedabad, uit delen van het aartsbisdom Bombay. Op 5 mei 1949 werd het verheven tot bisdom, en was suffragaan aan het aartsbisdom Bombay. Op 11 november 2002 veranderde het van kerkprovincie en werd suffragaan aan het nieuw verheven aartsbisdom Gandhinagar. 

## Parochies
Het bisdom had in 2020 een oppervlakte van 14.791 km2 en telde 10.382.500 inwoners waarvan 0,7% rooms-katholiek was.

## Ordinarii

### Superiors
- Joaquín Vilallonga y Bernia (1934 - 1949)

### Bisschoppen
- Edwin Pinto (5 mei 1949 - 4 augustus 1973)
- Charles Gomes (1 juli 1974 - 21 mei 1990)
- Stanislaus Fernandes (21 mei 1990 - 11 november 2002)
- Thomas Ignatius Macwan (11 november 2002 - 12 juni 2015)
- Athanasius Rethna Swamy Swamiadian (29 januari 2018 - heden)

Gandhinagar (aartsbisdom) · Ahmedabad · Baroda · Rajkot (Syro-Malabar)